# Maxine Molyneux
Maxine Deirdre Molyneux (Karachi (Pakistán) 24 de mayo de 1948) es un socióloga feminista especializada en sociología política, género y desarrollo, movimientos sociales y movimientos de mujeres en América Latina. Es profesora de Sociología en el University College de Londres y hasta abril de 2014 dirigió el Instituto de las Américas.

## Trayectoria
Nació en Pakistán y creció en India y América Latina. Estudió sociología en la Universidad de Essex en Gran Bretaña.
En 1977 y 1978 viajó a Etiopía y Yemen con Fred Halliday (1946-2010) profesor de relaciones internacionales experto en Oriente Medio, con quien se casó en 1979 y con quien en 1981 firmó el libro The Ethiopian Revolution (1981) sobre las condiciones y las causas de la revolución de 1974.
En 1979 fue cofundadora de la revista Feminist Review y es editora de la revista Economy and Society.
Ha escrito numerosos textos en el campo de la teoría feminista y los estudios de política y desarrollo. Es autora de libros sobre América Latina, Etiopía y Yemen del Sur.
Es asesora de varias organizaciones de Naciones Unidas, entre ellas el UNRISD en proyectos de Justicia de Género, Desarrollo y Derechos  (2000-2002) y en Política Social en un contexto de Desarrollo (2000-2005) así como asesora de Oxfam,  IDRC (Canadá), UNIFEM, CARE International y otras ONGs.
Molyneux ha sido, además, miembro electo del Comité Ejecutivo de la Asociación de Estudios sobre América Latina (2010-2013); miembro electo del Consejo Científico del Instituto de las Américas en París; miembro del LAC Areas Panel en la British Academy; y presidenta de la Conferencia Permanente de UK Latin American and Caribbean Centres. 
Desde el año 2008 ha sido editora de la serie de Palgrave “Studies in the Americas”. 
Entre sus recientes publicaciones se encuentran los libros “Gender Justice, Development and Rights” (2003) y “The Politics of Rights: Dilemmas for Feminist Praxis” (2007). Su investigación actual se centra en participación ciudadana en protección social en América Latina, África y el Medio Oriente.
Intereses de género estratégicos y prácticos
Molyneux durante los años 80 definió los intereses de género y diferenció dentro de ellos los intereses estratégicos y los prácticos. Su conceptualización -señala la economista feminista Clara Murguialday- dio lugar a un nuevo paradigma en el campo del análisis social. La distinción entre intereses prácticos y estratégicos de género son formulados de distinta manera y tienen diferentes implicaciones para la subjetividad de mujeres y hombres. Diferenciar claramente la condición y posición de las mujeres en un contexto determinado permitió comprender más ampliam ente los efectos de las políticas de desarrollo.

## Publicaciones
Molyneux es autora de numerosos escritos sobre género, sociología política y estudios de desarrollo. 
En español: 
- Movimientos de mujeres en América Latina (2003) Cátedra ISBN: 978-84-376-2086-2

Es la autora entre otros de:
- Women's Movements in International Perspective (ILAS/Palgrave) 2000
- Gender Justice, Development and Rights 2003
- Change and Continuity in Social Protection in Latin America:Mothers at the Service of the State? (UNRISD) 2007
- The Politics of Rights: Dilemmas for Feminist Praxis” 2007

Es coautora de:
- Doing the Rights Thing (con Sian Lazar) (ITDG) 2003
- The Ethiopian Revolution NLB/Verso 1980 (con Fred Halliday)

Es coeditora de:
- Hidden Histories of Gender and the State in Latin America (2000) Duke UP
- Gender Justice, Development and Rights 2003 (OUP)
- Gender and Democracy in Latin America (Palgrave 2002)
- The Politics of Rights: Dilemmas of Feminist Praxis (2009)